# الدوري السلوفيني لكرة القدم 1990–91
الدوري السلوفيني لكرة القدم 1990–91 هو موسم من الدوري السلوفيني لكرة القدم ‏. فاز فيه نادي رودار فيلينيه.